# Urbas
Urbanizaciones y Transportes S.A. (més coneguda amb l'acrònim Urbas) va ser una empresa de transports, que va operar diverses línies d'autobusos i tramvies suburbans des de Barcelona cap a les poblacions de l'àrea metropolitana entre els anys 1956 i 1972. Des del seu origen també es va dedicar al sector immobiliari, activitat que encara manté avui dia. Aquest article tracta principalment de l'activitat en el sector del transport públic.

## Història

### Creació de l'empresa

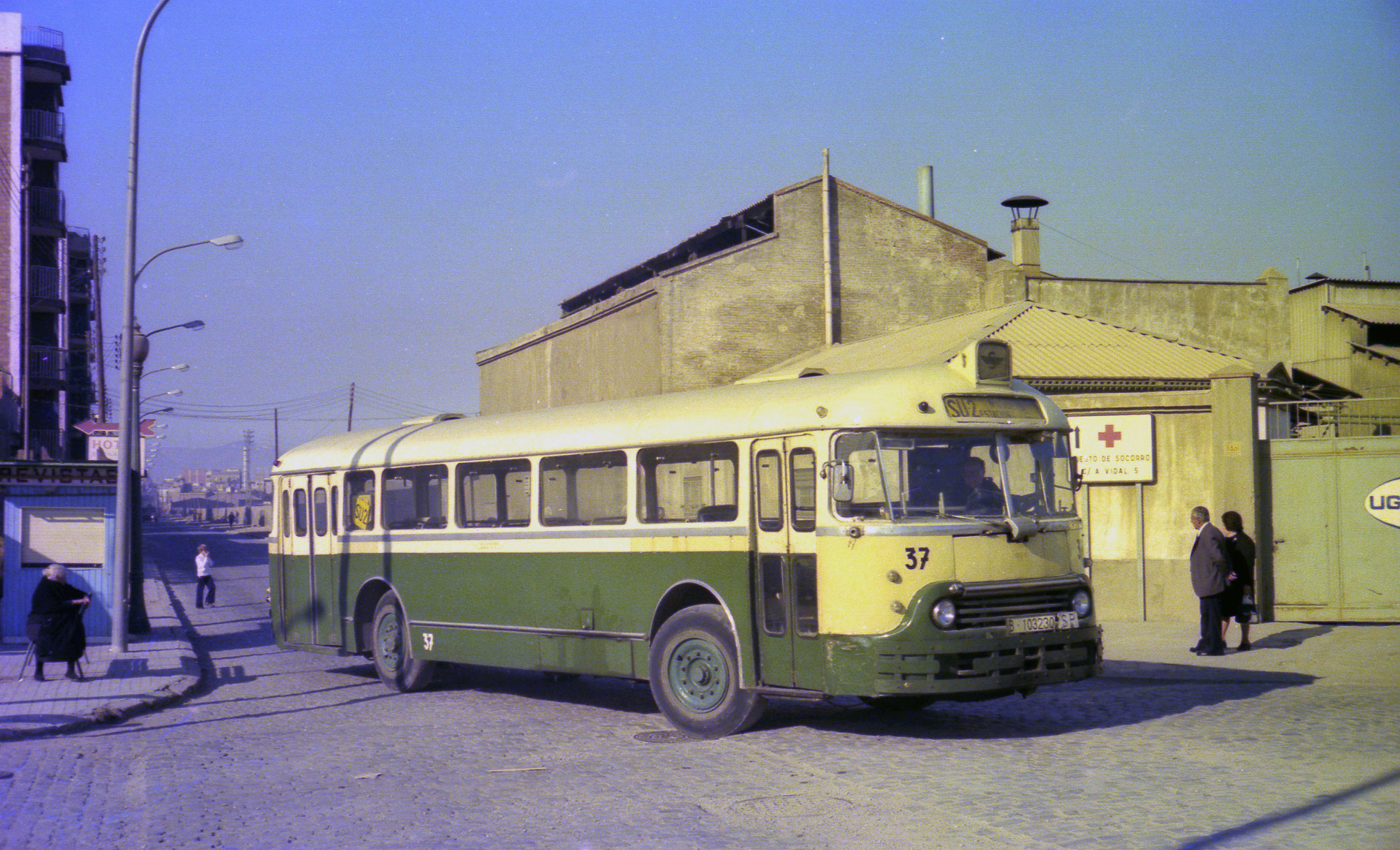
Autobús Chausson número 37 d'Urbas a Sant Adrià del Besòs, fent servei a la línia SU2.

L'empresa Tranvías de Barcelona S.A. (TB), que llavors encara era privada, va constituir el 20 d'octubre del 1944 una filial: l'empresa privada Urbanizaciones y Transportes S.A. (Urbas). El 90 % de les accions (45.000 valors) van ser subscrites per TB, les restants es van repartir entre el Banco Hispano Colonial (5 %) i el Banco Español de Crédito (l'altre 5 %). L'objecte social era l'adquisició de terrenys i béns immobles en general, la seva parcel·lació i venda, i tota classe de negocis de transport, proveïments i construcció.
De fet, la visió estratègica inicial va consistir a construir nous habitatges, especialment desenvolupant noves urbanitzacions a les poblacions de l'àrea metropolitana de Barcelona, per donar allotjament a la llavors incipient immigració interior, que arribava a Catalunya des d'altres zones d'Espanya davant el creixent desenvolupament industrial d'aquesta zona. I com a complement a aquests desenvolupaments urbanístics, l'empresa implantaria línies de transport públic per enllaçar els nous barris amb la capital. Urbas va participar, entre d'altres, en la construcció dels nous barris de Lloreda, a Badalona, o de Sant Ildefons a Cornellà de Llobregat.
Després de la constitució d'Urbas, TB va oferir als seus accionistes l'adquisició de 33.333 accions de la nova empresa (el 66,66 % del total, i el 74,07 % de les pròpies) a canvi d'accions de TB.Aquesta operació pot considerar-se com a especulativa, atès que oferia als accionistes de TB altres opcions d'inversió (i, per tant, d'obtenció de beneficis), davant la previsible municipalització de TB. El gener del 1945, les accions d'Urbas van sortir a cotització a la Borsa de Barcelona.
Simultàniament a la constitució d'Urbas, es va produir una reestructuració de les concessions de transport urbà i suburbà dependents de TB, an la qual va participar l'empresa Tranvias de Barcelona a Sant Andrés y Extensiones (TBSAE, filial de TB des de l'any 1911): TB va adquirir a TBSAE les concessions urbanes, així com els actius relacionats amb elles, al mateix temps que aquesta es reservava per a si mateixa les concessions de les línies de tramvies de Badalona i Montgat, mentre que TB li va traspassar les concessions suburbanes de la CGA (Compañía General de Autobuses, filial de TB des del 1924), en liquidació en aquell moment.
Durant els primers anys, Urbas va ser una societat dorment pel que fa als serveis de transport. Les poques línies suburbanes que prestaven servei aquells anys (a més d'algunes explotades per altres empreses privades) eren operades per TBSAE, mitjançant autobusos propis (alguns antics Naval-Somua i els Henschel sèrie 70-80 ex Autobusos Roca, a més dels Aclo 111-113 adquirits per aquesta empresa), o mitjançant autobusos llogats a TB (Aclo de dos pisos de la sèrie 400).
En aquests temps de postguerra, la falta de carburants i subministraments (especialment pneumàtics) va fer molt difícil l'explotació de les línies d'autobusos, per la qual cosa la recuperació dels serveis oferts abans de la Guerra Civil va ser molt lenta. En aquell any 1944, TBSAE operava tan sols la línia SJ (entre Sarrià i Sant Just) i les línies de tramvies de via estreta de Badalona (42, 44, 70 i 71). El 1945 es va restablir la línia SC i es va inaugurar la línia estival T-11. El 1947 va restablir el servei d'altres tres línies (BC, BS i MO). I el 1951, TB va traspassar a TBSAE les línies EJ (que anteriorment va ser la línia 3 d'Autobuses Roca, que la va heretar de l'empresa privada La Sanjustenca el 1945) i PR (posada en servei el 1946, per adquisició de la concessió de l'empresa AUSA entre Barcelona i El Prat de Llobregat).

### Municipalització del transport a Barcelona

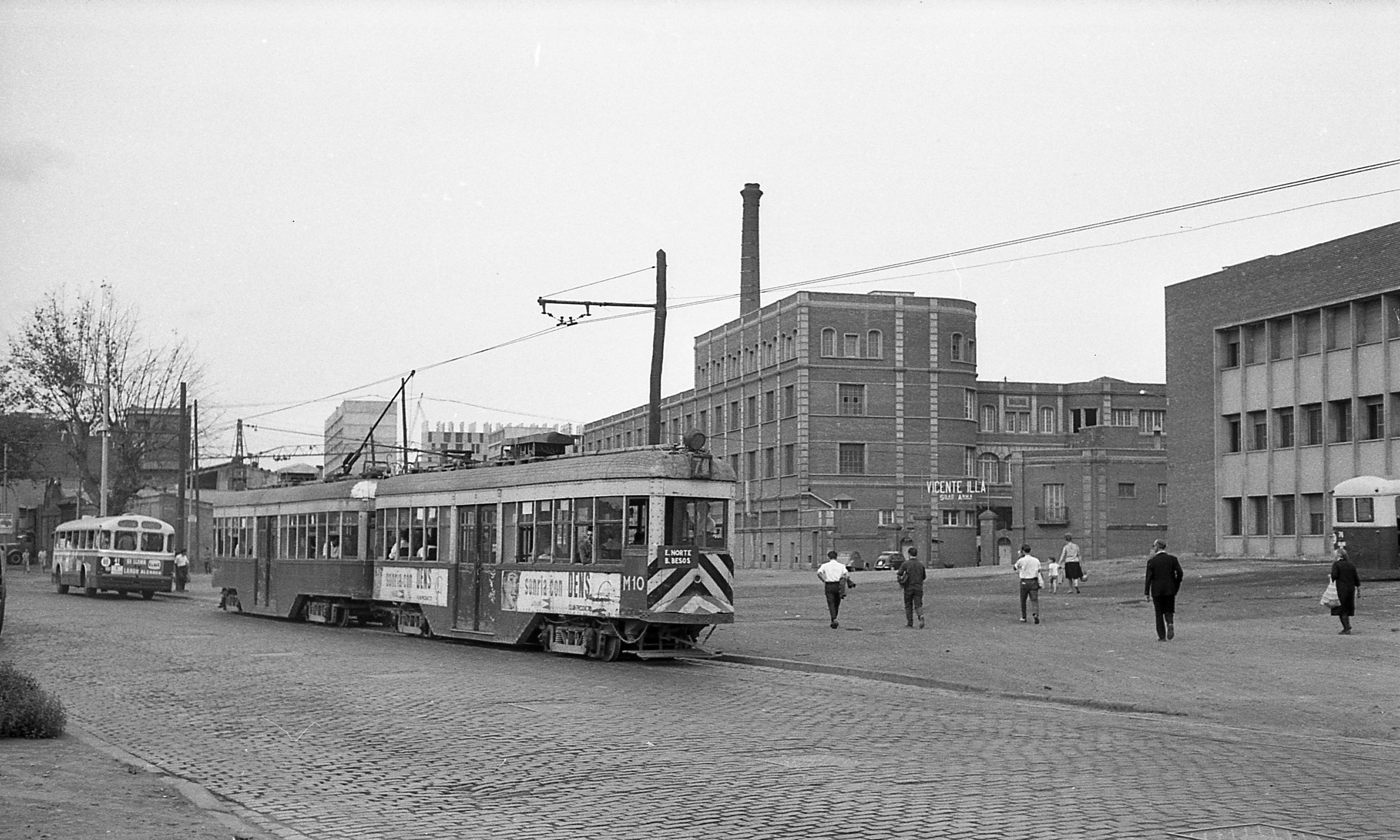
La composició de tramvies M10+R10 al carrer Pere IV de Barcelona, fent servei a la línia 70 el maig de 1965. Al fons es pot veure l'autobús Chausson número 41, i a la dreta s'intueix l'autobús 76, un dels Henschel, davant l'edifici de les cotxeres de Puigcerdà.

Després de la Guerra Civil, la xarxa de transports de Barcelona (com la d'altres ciutats) estava en un estat deplorable. Després de la primera urgent reconstrucció, va sorgir el problema de les tarifes, atès que l'administració franquista no autoritzava els augments necessaris per cobrir les despeses d'explotació ni les inversions en modernització.
Per pal·liar la situació, i de forma temporal, l'Ajuntament de Barcelona va signar dos convenis amb TB, pels quals va formalitzar una aportació econòmica a canvi d'introduir alguns dels seus funcionaris al consell d'administració. Es va iniciar aquí un lent procés de municipalització, que es va veure accelerat després de la famosa vaga de tramvies de març del 1951, que va ser la primera protesta a gran escala que va assetjar a la dictadura franquista després de la Guerra Civil.
La municipalització es va desenvolupar per etapes entre els anys 1952 i 1958. Es varen municipalitzar tres empreses: els transports de superfície dependents de Tranvias de Barcelona S.A., i els ferrocarrils subterranis explotats per Gran Metropolitano de Barcelona S.A. i Ferrocarril Metropolitano de Barcelona S.A. (Transversal). No es va incloure TBSAE, que va absorbir definitivament els Autobusos Roca (absorbida transitòriament per TB el 1946), i va canviar el seu nom pel de Transportes Suburbanos de Barcelona S.A. (empresa constituïda el 4 de setembre del 1952). Van quedar també al marge algunes petites empreses d'autobusos de barri i el tren de Sarrià El procés va concloure el 31 de desembre del 1958, quan l'Ajuntament de Barcelona va transformar la companyia de tramvies TB en Societat Privada Municipal (S.P.M.). Finalment, el 24 de febrer del 1960, l'Ajuntament va crear les empreses Tranvias de Barcelona S.A. (S.P.M.) i Ferrocarril Metropolitano de Barcelona S.A. (S.P.M.), de règim privat però de propietat municipal, que van passar a gestionar el transport públic de superfície i subterrani respectivament.
Ja molt avançat el procés de municipalització, l'Ajuntament de Barcelona va decidir la reactivació de l'empresa Urbanizaciones y Transportes S.A., dissolent l'empresa Transportes Suburbanos de Barcelona S.A. i fusionant-la amb Urbas (mitjançant una operació de bescanvi d'accions), traspassant a aquesta totes les seves concessions, actius i personal, operació formalitzada l'11 de juny del 1956. Això va significar que Urbas va començar a operar les línies de tramvies 42, 44, 70 i 71 i les d'autobusos AM (posada en servei el 14 de maig d'aquest any, tot just un mes abans de la fusió), BC, BS, EJ, MO, PR, SC, SJ i T-11.
Un any abans, Transportes Suburbanos de Barcelona S.A. va posar en servei els 25 autobusos Chausson de la sèrie 35-59, per la qual cosa va poder retornar a TB els Aclo sèrie 400 llogats. Per tant, Transportes Suburbanos de Barcelona S.A. va traspassar a Urbas els autobusos Henschel de la sèrie 70-80, els Aclo d'un pis de la sèrie 111-113, i els nous Chausson de la sèrie 35-59.

### Etapa d'esplendor

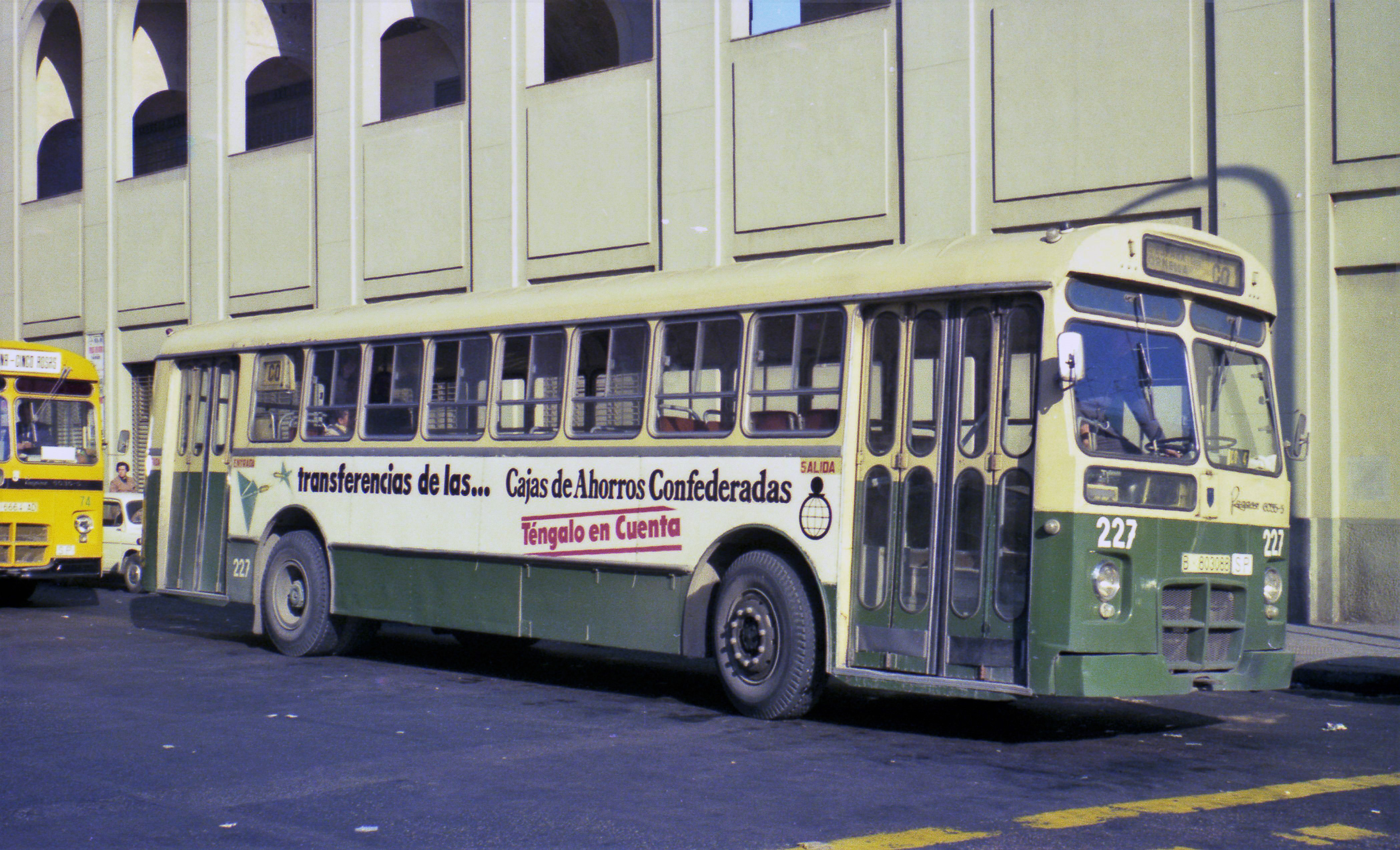
Autobús Pegass 6035 número 227 d'Urbas a la terminal del carrer Llançà de Barcelona, fent servei a la línia CO.

La reactivació de l'empresa Urbas va coincidir en el temps amb l'etapa del desenvolupisme impulsat per la dictadura franquista, que va produir un gran creixement econòmic, i massius moviments migratoris interiors des de les zones rurals cap a les grans ciutats, especialment cap a Madrid i Barcelona. A Catalunya, gran part d'aquesta població migratòria es va establir a les poblacions de la seva àrea metropolitana, la qual cosa va requerir un augment del transport públic que les servia. Un reflex d'aquesta etapa de creixement és la posada en servei per part d'Urbas de 39 autobusos nous entre 1955 i 1958, i altres 123 entre 1960 i 1971.
Amb els primers autobusos Chausson va poder començar a implantar noves línies. Van ser tres el 1956 (AM, PR bis i T), a les quals va seguir una altra el 1957 (AO). Aquest mateix any es va suprimir una de les línies tranviarias, la 44 entre Badalona i Montgat. El 1959 va posar en servei una altra línia (AB).
Amb l'arribada dels 55 autobusos Pegaso 5020 entre els anys 1960 i 1964, Urbas va anar creant noves línies: una el 1960 (CO); una altra el 1961 (UC); una altra el 1962 (SM); dos el 1963 (B70 i CO limitada); una el 1964 (NC); i altres dues el 1965 (SU1 i SU2).
Aquests anys també van suposar el final de l'operació tranviaria d'Urbas, en suprimir les línies 71 el 1963, 42 el 1964 i la 70 el 1965. A més, aquestes supressions van significar la fi dels tramvies de via estreta a Barcelona.
La tercera gran família d'autobusos que va adquirir Urbas, els Pegaso 6035 del tipus estàndard (40 autobusos entre 1965 i 1971) i articulat (25 autobusos entre 1966 i 1969), van servir no només per posar en servei noves línies, sinó que especialment per augmentar els serveis de les existents, donat el ràpid creixement de les poblacions a les quals servien. En aquesta etapa es van posar en servei una línia el 1967 (PR limitada); dos el 1968 (SC bis i TP); una el 1970 (SU3); una altra el 1971 (BC limitada); una altra el 1972 (SU4); i les tres últimes el 1975 (BM, BS limitada i EC).
L'any 1968, Urbas va adquirir una participació majoritària a l'empresa Transportes Urbanos S.A. (TUSA), que es trobava en dificultats econòmiques. Aquesta empresa operava diverses línies de transport urbà a Badalona. No obstant això, no va integrar els serveis i personal de TUSA en els d'Urbas, i va seguir funcionant com una empresa independent.
En el període de màxima esplendor, Urbas va operar 27 línies d'autobús (any 1972), arribant des de Barcelona als municipis de Badalona, Castelldefels, Cornellà de Llobregat, Esplugues de Llobregat, l'Hospitalet de Llobregat, El Masnou, Mollet del Vallès, Montcada i Reixac, Montgat, El Prat de Llobregat, Sant Adrià del Besòs, Sant Just Desvern i Santa Coloma de Gramenet.

### Desvinculació del sector del transport
El juny del 1972, l'Ajuntament de Barcelona va anunciar que havia arribat a un acord inicial per fer-se càrrec dels serveis de transport oferts per Urbas. Amb aquesta finalitat, es pretenia dividir l'empresa en dues societats: en una quedarien integrats els serveis, actius i personal de transport i seria venuda a l'Ajuntament (encara que no es va incloure la participació d'Urbas a l'empresa TUSA de Badalona), i en l'altra quedarien els negocis immobiliaris de l'empresa, que veuria reforçat el seu múscul financer amb la venda dels autobusos. L'argument oficial per aquesta operació era que l'extensió de la xarxa de metro perjudicaria seriosament les línies d'autobusos d'Urbas, fent que el negoci entrés en pèrdues. El 27 de juny del 1972, Urbas va constituir l'empresa que seria venuda a TB, denominada Transportes Urbas S.A. El ple municipal del 3 d'agost va autoritzar a la S.P.M. Transportes de Barcelona S.A. l'adquisició de Transportes Urbas S.A. per 300 milions de Pessetes. La venda es va aprovar en una junta extraordinària d'Urbanizaciones y Transportes S.A., celebrada el 12 de setembre del 1972. L'operació va ser denunciada davant les autoritats de la competència, en considerar-ne que l'Ajuntament de Barcelona excedia les seves competències en fer-se càrrec de línies d'autobús que prestaven servei en altres municipis, especialment per altres empreses d'autobusos suburbans. La denúncia no va prosperar.
Al principi, els autobusos d'Urbas van seguir funcionant de forma independent dels de TB, sota el nom de Transportes Urbas S.A. Després de l'adquisició, aquests serveis van entrar en una vorágine de pèrdues econòmiques (53 milions de Pessetes el 1973, 61 milions el 1974, 108 milions el 1975), quan abans eren línies rendibles.
Entre els anys 1972 i 1973, Transportes Urbas S.A. va traspassar vuit de les seves línies a TB (AB, SC bis, T-11, UC, SU1, SU2, SU3 i SU4), començant així la fi de l'empresa suburbana.
Finalment, el 26 de maig del 1976, Transportes Urbas S.A. va transferir a la S.P.M Transportes de Barcelona S.A. la resta d'actius, vehicles, concessions i personal, mitjançant un bescanvi d'accions (TB era titular de 278.400 accions de les 300.000 emeses per Transportes Urbas), per un valor de 278 milions de Pessetes. Aquesta transferència va incloure les cotxeres de Puigcerdà i de Ponent (les dues que Urbas tenia operatives en aquell moment) i els 156 autobusos dels que era propietària, dels quals 124 van ser adquirits per Urbanizaciones y Transportes S.A., i 32 per TB a nom de Transportes Urbas S.A. En la mateixa operació, Transportes Urbas S.A. va reduir el seu capital a les 21.600 accions restants, i posteriorment va ser dissolta. El traspàs de les línies restants es va formalitzar l'1 de setembre del 1976, i el personal va signar els seus nous contractes amb TB el següent 1 d'octubre.
També l'any 1976, l'empresa matriu Urbanizaciones y Transports S.A. va vendre les seves participacions a l'empresa d'autobusos TUSA de Badalona a Transportes Ravigo S.A., desvinculant-se així definitivament de tots els negocis de transport.
Una auditoria duta a terme el 1978 sobre TB va concloure que l'import de l'adquisició d'Urbas el 1972 va ser excessiu, atès que el patrimoni real de l'empresa es va valorar en 160 milions de Pessetes, gairebé la meitat del preu de compra. Aquesta auditoria recordava que, a més, Urbanizaciones y Transportes S.A. era ja una empresa amb participació majoritària de TB, per la qual cosa acusava a aquesta de sortir al rescat d'Urbas per segona vegada. En el moment de la dissolució de Transportes Urbas S.A. i la seva incorporació a TB el 1976, l'empresa es trobava en fallida. Pot postular-se, per tant, que la compra de l'activitat d'autobusos d'Urbanizaciones y Transportes S.A. per part de TB va ser una operació completament especulativa, per aportar diners públics als accionistes d'aquella, i que poguessin així seguir amb els seus lucratius negocis immobiliaris.

### Historiograma
Aquest historiograma representa les relacions i successions entre les diferents empreses esmentades en aquest article, que van operar els autobusos suburbans coneguts amb l'acrònim d'Urbas. Amb fons verd està marcada la línia cronològica de les quatre empreses que van operar aquests serveis.

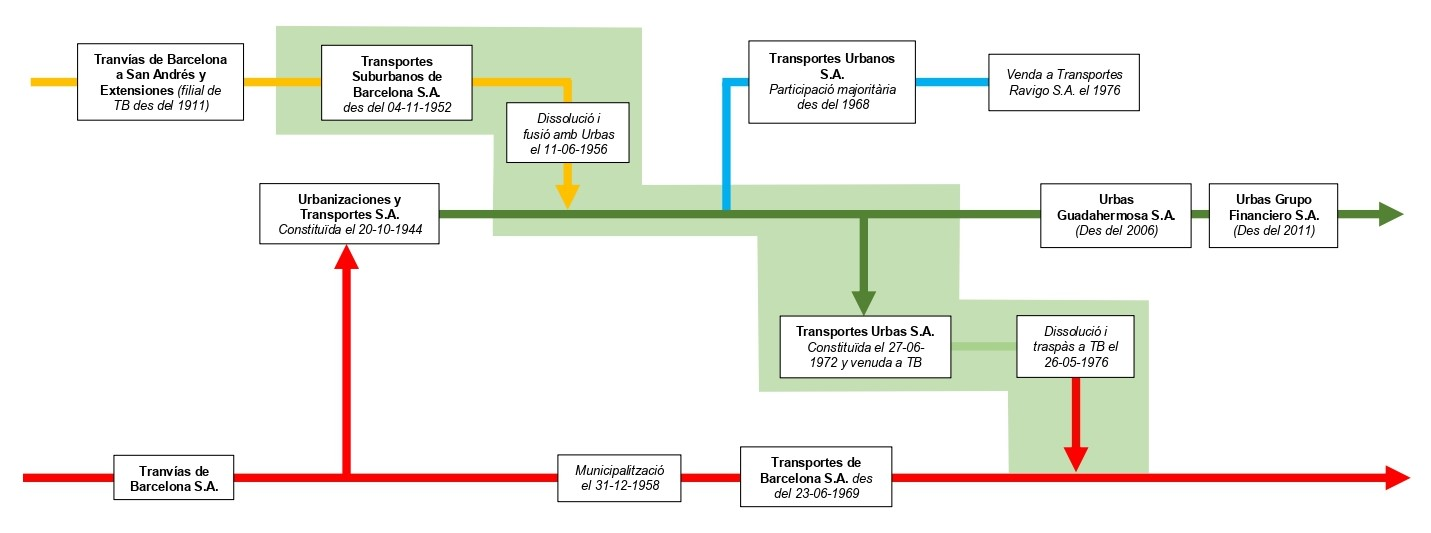
Historiograma de les empreses d'autobusos conegudes sota l'acrònim Urbas.

### La immobiliària Urbas
Després de desvincular-se de les seves activitats de transport els anys 1972 i 1976, Urbas va continuar amb els seus negocis immobiliaris, com a empresa completament privada.
Entre 1972 i 1988, va desenvolupar 34 projectes immobiliaris. Entre 1988 i 1990 va diversificar el seu àmbit de negocis, participant en concessions per a la construcció i explotació d'aparcaments públics, especialment a Catalunya i el Llevant espanyol, així com la participació en l'accionariat d'empreses del sector de l'alta tecnologia. El 1989 les seves accions van començar a cotitzar també a la Borsa de Madrid, i el 1994 va traslladar la seva seu social de Barcelona a Madrid.
A mitjans dels anys noranta va passar per dificultats econòmiques, que la van portar a prop de la fallida, i que va motivar la suspensió de la cotització entre 1997 i 1998 per part de l'autoritat competent. Després d'aquests successos, l'activitat de l'empresa va quedar paralitzada, sent fins i tot embargats els seus béns el 2003 per l'Agència Tributària, fins que el 2004 la societat Guadahermosa Grupo Inmobiliario S.A. va adquirir el 24,8 % del seu capital. Aquest nou soci majoritari va suposar un canvi a la gestió de l'empresa, centrant la seva activitat de nou exclusivament en el sector immobiliari i desprenent-se de les seves inversions en altres sectors.
El 2006 es va fusionar amb Guadahermosa Proyectos Urbanísticos S.L. i amb Costa Rey S.L., passant la societat a denominar-se Urbas Guadahermosa S.A. El 2011 va canviar de nou el seu nom, sent des de llavors i actualment Urbas Grupo Financiero S.A. Com tantes altres empreses del sector, va passar per dificultats durant la gran crisi econòmica que va començar el 2008. Però va aconseguir sobreviure al desastre, i el 2015 va realitzar una fusió inversa amb Aldira Inversiones Immobiliarias S.L., sense alterar la seva denominació social.
En l'actualitat, Urbas segueix dedicada a les promocions immobiliàries a diversos llocs d'Espanya.

## Línies
Al llarg de la història d'Urbas, sota les diferents empreses titulars es van arribar a operar quatre línies de tramvies i 26 d'autobusos suburbans, i quatre d'autobusos urbans en dos municipis metropolitans.
| Línia       | Tipus   | Recorregut                                                      | Història |
| ----------- | ------- | --------------------------------------------------------------- | --- |
| 42          | Tramvia | Barcelona Trafalgar - Sant Martí                                | Heretada de Transportes Suburbanos de Barcelona el 1956. El 1961 limitada de Trafalgar a l'Estació del Nord, a Barcelona. Suprimida el 12-07-1964. |
| 44          | Tramvia | Badalona-Montgat                                                | Heretada de Transportes Suburbanos de Barcelona el 1956. Suprimida el 31-12-1957. |
| 70          | Tramvia | Barcelona Trafalgar - Badalona                                  | Heretada de Transportes Suburbanos de Barcelona el 1956. El 1961 limitada de Trafalgar a l'Estació del Nord, a Barcelona. El 1964 limitada a Barri Besós, deixant de servir Badalona. Suprimida el 19-05-1965.                                                                                                  |
| 71          | Tramvia | Barcelona Trafalgar - Sant Adrià de Besòs                       | Heretada de Transportes Suburbanos de Barcelona el 1956. El 1961 limitada de Trafalgar a l'Estació del Nord, a Barcelona. Suprimida el 25-03-1963. |
| AB          | Autobús | Barcelona Fabra i Puig - Torre Baró                             | Posada en servei per Urbas el 08-01-1959. Traspassada a TB el 01-11-1973 (renombrada després com a línia 603). |
| AM          | Autobús | Sant Adrià de Besòs - Montgat                                   | Posada en servei per Urbas el 14-05-1956 entre Sant Adrià i Badalona. Perllongada el 01-01-1958 de Badalona a Montgat. Perllongada el 1964 de Sant Adrià a Barri Besós. Retallada el 1975 entre Sant Adrià i Barri Besós. Traspassada a TB el 01-09-1976.                                                       |
| AO          | Autobús | Sant Adrià de Besòs - El Masnou (Ocata)                         | Posada en servei per Urbas el 1957. Després de l'absorció de la línia paral·lela d'Herederos de Ballester el 1967, perllongada de Sant Adrià a Barcelona Estació del Nord el 16 d'abril d'aquest any. Traspassada a TB el 01-09-1976.                                                                           |
| B70         | Autobús | Barcelona Estació del Nord - Badalona Pep Ventura               | Posada en servei per Urbas el 25-03-1963 com a complement de la línia de tramvia 70, i substitució de la línia 71. Traspassada a TB el 01-09-1976. |
| BC          | Autobús | Barcelona Plaça Universitat - Cornellà de Llobregat             | Heretada de la CGA, posada de nou en servei per Urbas el 18-07-1947 entre Pedralbes (on enllaçava amb la SJ) i Cornellà després de nou anys inoperativa. El 01-01-1958 perllongada fins a Plaça Universitat a Barcelona. Traspassada a TB el 01-09-1976 (actual línia 67).                                      |
| BC limitada | Autobús | Barcelona Plaça Universitat - Cornellà de Llobregat             | Posada en servei per Urbas el 07-02-1971 entre Barcelona i el barri de Sant Ildefons de Cornellà. Traspassada a TB el 01-09-1976 (renombrada després com a BI). |
| BM          | Autobús | Barcelona Torras i Bages - Badalona                             | Posada en servei per Urbas el 07-08-1975. Traspassada a TB el 01-09-1976. |
| BS          | Autobús | Barcelona Trafalgar - Badalona                                  | Heretada de la CGA, posada de nou en servei el 18-07-1947. Perllongada a Barcelona fins a Plaça Espanya el 1951. Traspassada a TB el 01-09-1976. |
| CO          | Autobús | Barcelona Plaça Espanya - Cornellà de Llobregat                 | Posada en servei per Urbas el 22-09-1960. Entre el 9 de gener i el 31 d'agost de 1961, dividida en dues línies (EJ limitada i BC limitada), coincidents a Esplugues de Llobregat, per qüestions administratives. Traspassada a TB el 01-09-1976.                                                                |
| CO limitada | Autobús | Barcelona Plaça Espanya - Cornellà de Llobregat                 | Posada en servei per Urbas el 11-03-1963, complementant a la CO pel barri de Sant Ildefons. Traspassada a TB el 01-09-1976 (renombrada després com a CI). |
| EC          | Autobús | Barcelona Plaça Espanya - El Prat de Llobregat (Sant Cosme)     | Posada en servei per Urbas el 12-09-1975. Traspassada a TB el 01-09-1976. |
| EJ          | Autobús | Barcelona Plaça Espanya - Sant Just Desvern                     | Traspassada oficialment per TB el 1951. Fins al 17-06-1946 va ser la línia 3 d'Autobuses Roca, que la va heretar de La Sanjustenca. Substituïda per la línia CJ entre Barcelona Collblanch i Sant Just entre el 09-02-1948 i el 18-03-1949 per manca de carburant i pneumàtics. Traspassada a TB el 01-09-1976. |
| MO          | Autobús | Barcelona Tetuan - Mollet del Vallès                            | Heretada de la CGA, posada de nou en servei el 18-07-1947 entre Sant Andreu i Mollet. Perllongada a Plaça Tetuan el 14-03-1949. Traspassada a TB el 01-09-1976. |
| NC          | Autobús | Barcelona Estació del Nord - Badalona                           | Posada en servei per Urbas el 16-02-1964. Traspassada a TB el 01-09-1976 (renombrada després com TC). |
| PR          | Autobús | Barcelona Plaça Espanya - El Prat de Llobregat                  | Traspassada per AUSA a Autobuses Roca el 18-02-1946, tot i que va ser operada per TB. Traspassada a Transportes Suburbanos de Barcelona el 1951. Traspassada a TB el 01-09-1976. |
| PR bis      | Autobús | Barcelona Plaça Espanya - Aeroport del Prat                     | Posada en servei per Urbas el 08-08-1956. Traspassada a TB el 01-09-1976 (renombrada després com EA). |
| PR limitada | Autobús | Barcelona Plaça Espanya - l'Hospitalet de Llobregat (Bellvitge) | Posada en servei per Urbas el 22-05-1967. Traspassada a TB el 01-09-1976 (renombrada després com EB). |
| SC          | Autobús | Barcelona Trafalgar - Santa Coloma de Gramenet                  | Heretada de la CGA, posada de nou en servei el 1945 entre Sant Adrià i Santa Coloma. Perllongada a Trafalgar, a Barcelona, el 14-12-1952. Traspassada a TB el 02-06-1974. |
| SC bis      | Autobús | Barcelona Trafalgar - Santa Coloma de Gramenet                  | Posada en servei per Urbas el 05-11-1968, com a variant de la línia SC, amb recorregut diferent a Santa Coloma. Traspassada a TB el 02-06-1974. |
| SJ          | Autobús | Barcelona Plaça Universitat - Sant Just Desvern                 | Heretada de la CGA, entre Sarrià i Sant Just Desvern. Perllongada a Barcelona fins a Plaça Universitat el 19-06-1949. Traspassada a TB el 01-09-1976 (actual línia 63). |
| SM          | Autobús | Santa Coloma de Gramenet - Montgat                              | Posada en servei per Urbas el 26-02-1962. Traspassada a TB el 01-09-1976. |
| TM          | Autobús | Barcelona Tetuan - Montcada i Reixac                            | Posada en servei per Urbas el 16-09-1956. Traspassada a TB el 01-09-1976 (actual línia 96). |
| TP          | Autobús | Barcelona Trafalgar - Badalona Pomar                            | Posada en servei per Urbas el 08-01-1968. Traspassada a TB el 01-09-1976. |
| T-11        | Autobús | Barcelona Plaça Universitat - Castelldefels                     | Posada en servei per TBSAE el 15-07-1945 com a línia semidirecta, prestant servei només a l'estiu (entre juny i setembre). Traspassada a Urbas el 1956. Traspassada a TB el 15-06-1974. |
| UC          | Autobús | Barcelona Plaça Universitat - Castelldefels                     | Posada en servei per Urbas el 15-07-1961. Traspassada a TB el 1973. |
| SU1         | Autobús | Urbà de Cornellà de Llobregat                                   | Posada en servei per Urbas el 01-12-1965. Traspassada a TB el 1973. |
| SU2         | Autobús | Urbà de Sant Adrià del Besòs                                    | Traspassada de Josep Rovira Vinuesa el 01-12-1965. Traspassada a TB el 15-09-1974. |
| SU3         | Autobús | Urbà de Sant Adrià del Besós                                    | Posada en servei per Urbas el 14-03-1970. Traspassada a TB el 15-09-1974. |
| SU4         | Autobús | Urbà de Cornellà de Llobregat                                   | Posada en servei per Urbas el 24-12-1972. Traspassada a TB el 1973. |

## Flota de vehicles

### Autobusos Naval-Somua
L'empresa Autobuses Roca va adquirir diverses sèries d'autobusos tipus RZCA, fabricats per l'empresa francesa SOMUA. Van ser carrossats per l'espanyola SECN («la Naval»). Quan Roca va ser absorbida per TB el 1946, 20 d'aquests autobusos van passar a la nova empresa (sèries 31-42 i 51-60), encara que només van arribar a circular 15 (els 31 a 33, 36 a 38 i 52 a 60), atès que els altres o ja no existien (els 34 i 40), o es trobaven en tan mal estat que no van poder posar-se en servei (els 35, 39, 41, 42 i 51; els bastidors dels 35, 39 i 51 van ser usats per a la construcció, per part de Maquitrans, dels nous autobusos 101-103 de TB). Els quinze Naval-Somua operatius van ser assignats a les línies suburbanes explotades en aquell moment per TBSAE. La majoria d'ells van ser donats de baixa, seguint d'alta als inventaris fins al 1957 els 36 i 54. Per tant, encara que van estar prestant servei en les línies que després passarien a Urbas, aquests autobusos (que, pel que sembla, sempre van ser propietat de TB) no van arribar a incorporar-se a la flota de Transportes Suburbanos de Barcelona.

### La flota d'autobusos d'Urbanizaciones y Transportes
Durant els anys de la seva existència com a empresa de transports, Urbas va pintar tots els seus vehicles sempre de la mateixa manera: verd des de la cintura cap avall, i crema des de la cintura cap amunt, inclòs el sostre. Els tramvies van tenir el mateix esquema de pintura, encara que el sostre anava de color gris, i portaven unes franges inclinades negres a les testeres.
Urbas va tenir una flota de 36 tramvies (18 motors i 18 remolcs) i 174 autobusos. Aquests, no tots coincidents en el temps, es poden agrupar en sis grans famílies.

#### Autobusos Henschel
Van ser nou vehicles procedents d'Autobuses Roca, fabricats per l'alemanya Henschel als anys trenta del segle xx. Per la seva banda, Roca va heretar sis d'ells d'altres antigues empreses que va absorbir el 1944: tres de la Sanjustenca, i tres d'AUSA, del Prat de Llobregat. Inicialment, els nou autobusos es van incorporar al parc de Tramvies de Barcelona el 1946, en absorbir aquesta a Autobuses Roca. Donat el seu mal estat general, van ser reconstruïts per Maquitrans amb una nova carrosseria a l'estil dels tres autobusos de la sèrie 100 de TB, amb cabina avançada situada a la dreta, excepte els 74 i 75 que la tenien a l'esquerra. El 1951, els nou autobusos van ser traspassats a Transportes Suburbanos, i després a Urbas. Els últims van estar en servei fins als anys setanta, després de gairebé 40 anys de funcionament, però no van arribar a incorporar-se a la flota de TB.

#### Autobusos Chausson

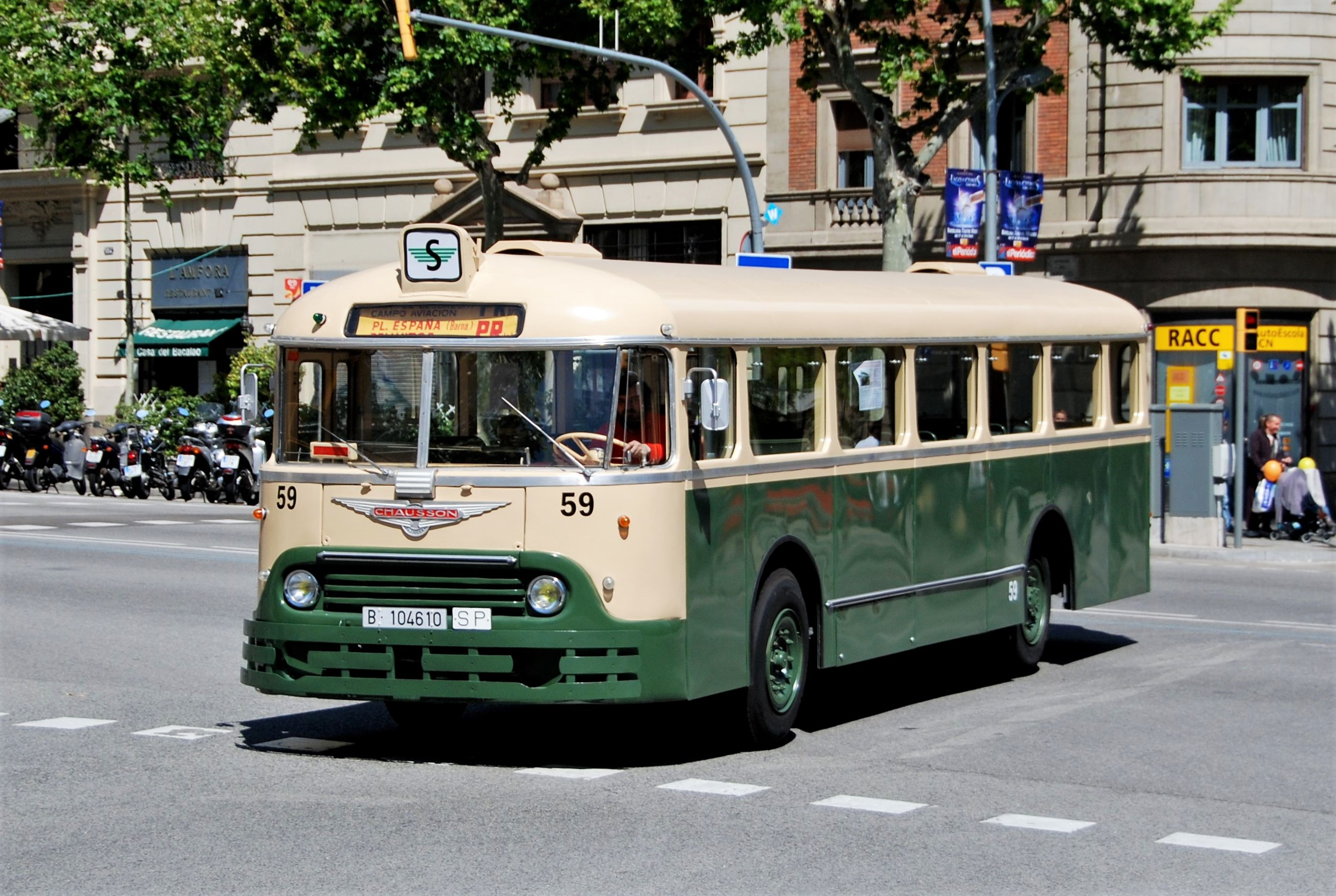
Autobús Chausson 59 d'Urbas, preservat i restaurat per la Fundació TMB, durant el tercer Ral·li Bus de Barcelona el maig de 2012.

En total van ser 39 vehicles, repartits en dues sèries. Els 24 primers van ser construïts a França per la Société des usines Chausson el 1955 (model APH 53), equipats amb un motor Hércules-Hispano de 135 CV. Van ser adquirits per Transportes Suburbanos de Barcelona S.A., encara que un any després es van incorporar al parc d'Urbas, quan ambdues empreses es van fusionar. Tenien dues portes, davantera i central. Al llarg de la seva vida gairebé no van ser modificats, i en alguns es va substituir el seu motor original per un Pegaso 9060 de 140 CV. Els altres quinze autobusos van ser fabricats per ENASA entre 1957 i 1958. El 1957, aquesta empresa va signar un contracte amb la Société des usines Chausson per a l'adquisició de 25 carrosseries semiacabades del seu model AP 522. ENASA els va acabar i els va equipar amb el seu motor Pegaso 9060 de 140 CV, denominant-los com a model propi Pegaso Z-410. A més dels 15 d'Urbas, tres es van vendre a l'Empresa Casas de Mataró, i els set restants a la Compañía de Tranvías de Palma. A diferència dels 24 primers Chausson, aquests tenien tres portes, encara que al llarg dels anys se'ls va anar suprimint la porta central. Els 39 autobusos es van donar de baixa al llarg dels anys setanta del segle xx, i alguns es van incorporar al parc de TB.

#### Autobusos Pegaso 5020

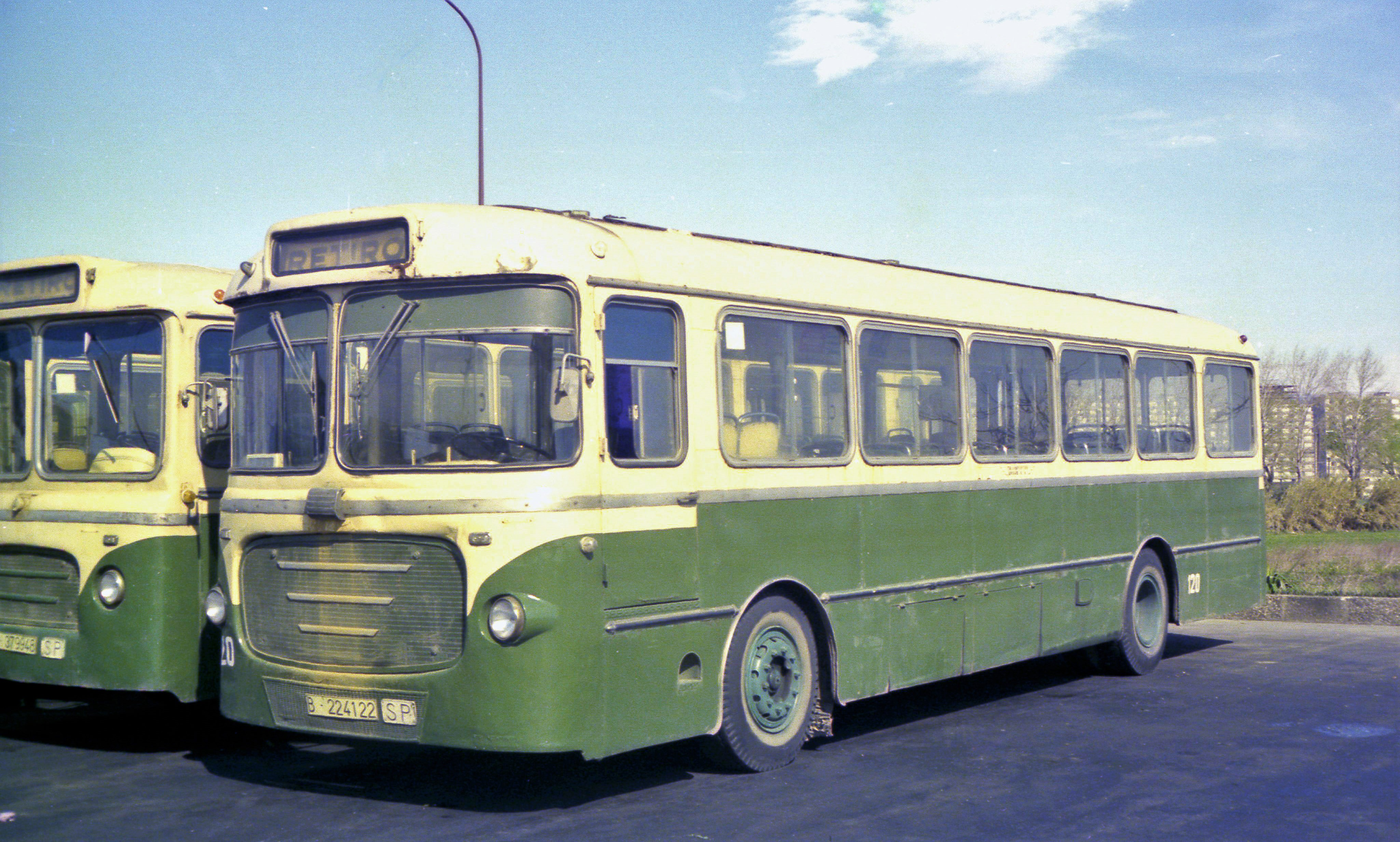
Autobús Pegaso 5020/Seida número 120 d'Urbas, a les cotxeres de Ponent.

Van ser 55 autobusos, fabricats per ENASA entre 1960 i 1964. El model Pegaso 5020 es va fabricar sobre la base del bastidor Worldmaster de Leyland, equipant el motor horitzontal Pegaso 9030, de 165 CV. Urbas va tenir 45 unitats del model 5020 amb dues portes (davantera i posterior), i deu del model 5020 A, una versió de l'anterior amb el frontal modificat i amb tres portes. La gran majoria d'aquests autobusos van ser carrossats per Seida, encara que set van ser carrossats per Hugás. Al llarg dels anys es van fer nombroses modificacions, i als deu del model 5020 A se'ls va suprimir la porta central. Dels 55 originals, 49 autobusos van arribar a incorporar-se al parc de Transports de Barcelona.

#### Autobusos Pegaso 6035
Urbas va tenir 40 autobusos del model Pegaso 6035 fabricat per ENASA. Posats en servei entre 1965 i 1971, formaven tres subsèries diferents:
- Els 201 a 208 tenien d'origen tres portes i canvi de marxes de quatre velocitats.
- Els 209 a 232 tenien d'origen dues portes (davantera i posterior) i canvi de marxes de quatre velocitats.
- Els 251 a 258 tenien d'origen dues portes (davantera i central) i canvi de marxes de cinc velocitats.

Amb els anys es van fer diverses reformes, d'entrada suprimint la porta central als vuit primers, i després quedant tots en estats diferents amb porta central i davantera, o amb tres portes. Tots, menys un, van passar a la flota de Transports de Barcelona, i van ser redecorats amb els colors vermell i franja crema d'aquesta empresa, donant-se de baixa al llarg dels anys vuitanta del segle xx.

#### Autobusos articulats Pegaso 6035-A

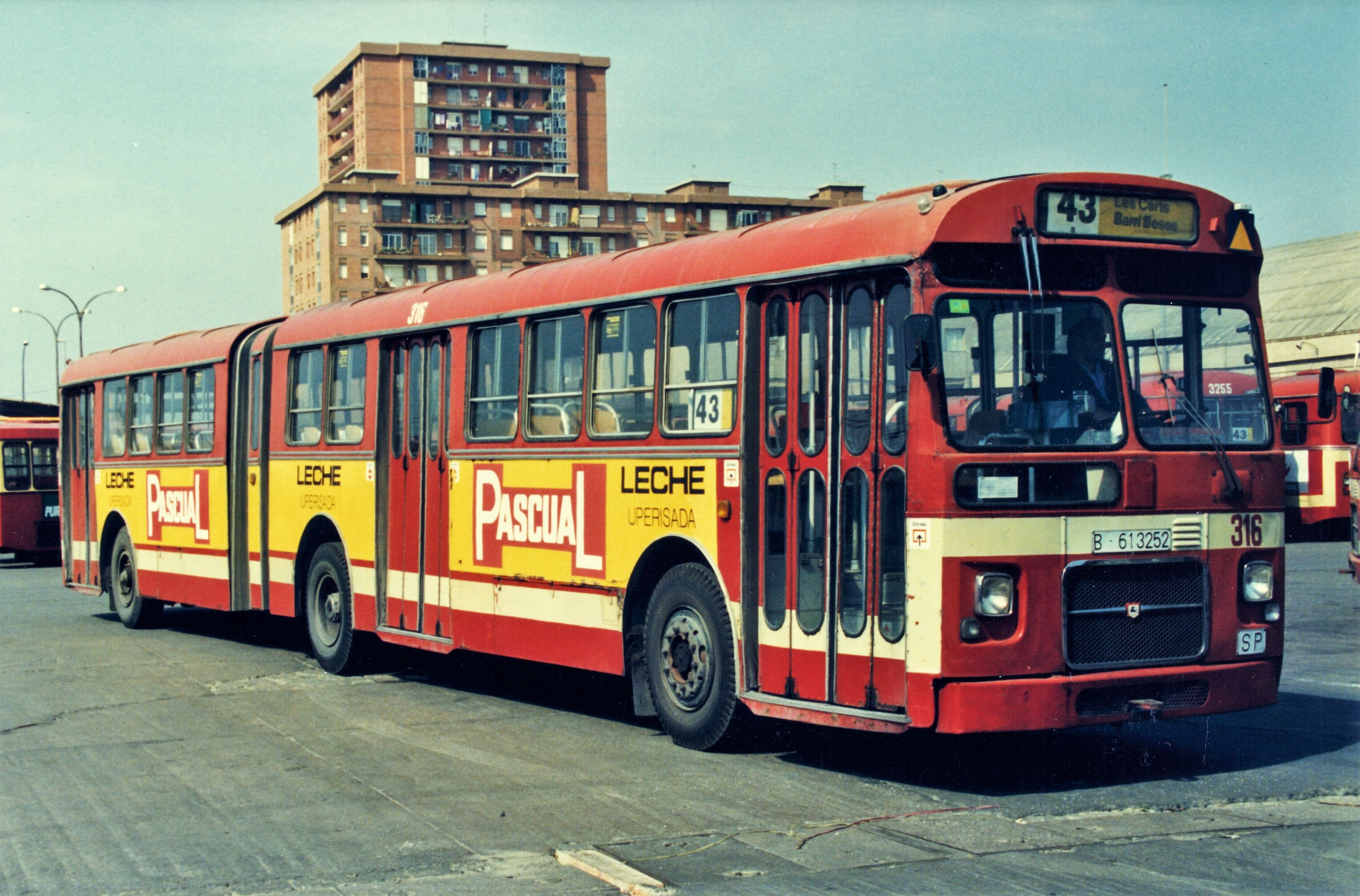
Autobús 316, un Pegaso 6035-A ex Urbas a les cotxeres de Llevant el 1989, en els colors de Transports de Barcelona.

Urbas va disposar tan sols de 25 autobusos articulats, del model Pegaso 6035-A fabricats per ENASA. El primer va entrar en servei el 1966, rebent el número 250. Posteriorment es van adquirir 24 més, numerats en la sèrie 300; en aquest moment, el 250 va canviar el seu número pel 300. Tenien tres portes i van ser tots incorporats a la flota de Transports de Barcelona, repintant-se en els colors vermell amb franja crema d'aquesta empresa. Tot i que la majoria van ser donats de baixa als anys vuitanta, cinc van sobreviure fins als primers anys noranta, després de més de 24 anys de servei.

#### Altres autobusos
Altres sis autobusos van formar part de la flota d'Urbas. Tres eren autobusos amb bastidor britànic Aclo Regent III, que formaven part dels cent bastidors adquirits a través de la Sociedad Financiera Industrias y Transportes S.A. el 1948, dels quals 70 es van carrossar com autobusos de dos pisos tipus Aclo (sèries 401-445 i 475-499 de TB), 27 com troleibusos BUT (sèrie 601-627 de TB), i els tres últims com autobusos Aclo d'un pis per a Transportes Suburbanos de Barcelona, on van formar la sèrie 111-113. Aquests tres bastidors van ser carrossats per Maquitrans i es van posar en servei el 1951. Després de la dissolució de Transportes Suburbanos de Barcelona el 1956, els tres autobusos van passar a la flota d'Urbas.
Després segueixen dos autobusos Pegaso 5062 Comet, amb carrosseria de Hugás (números 191 i 192), posats en servei el 1965 i el 1966. I un únic exemplar d'un autobús SAVA BMC (número 193), posat en servei el 1965. Es desconeixen més dades d'aquests tres autobusos.

#### Vehicles de servei interior

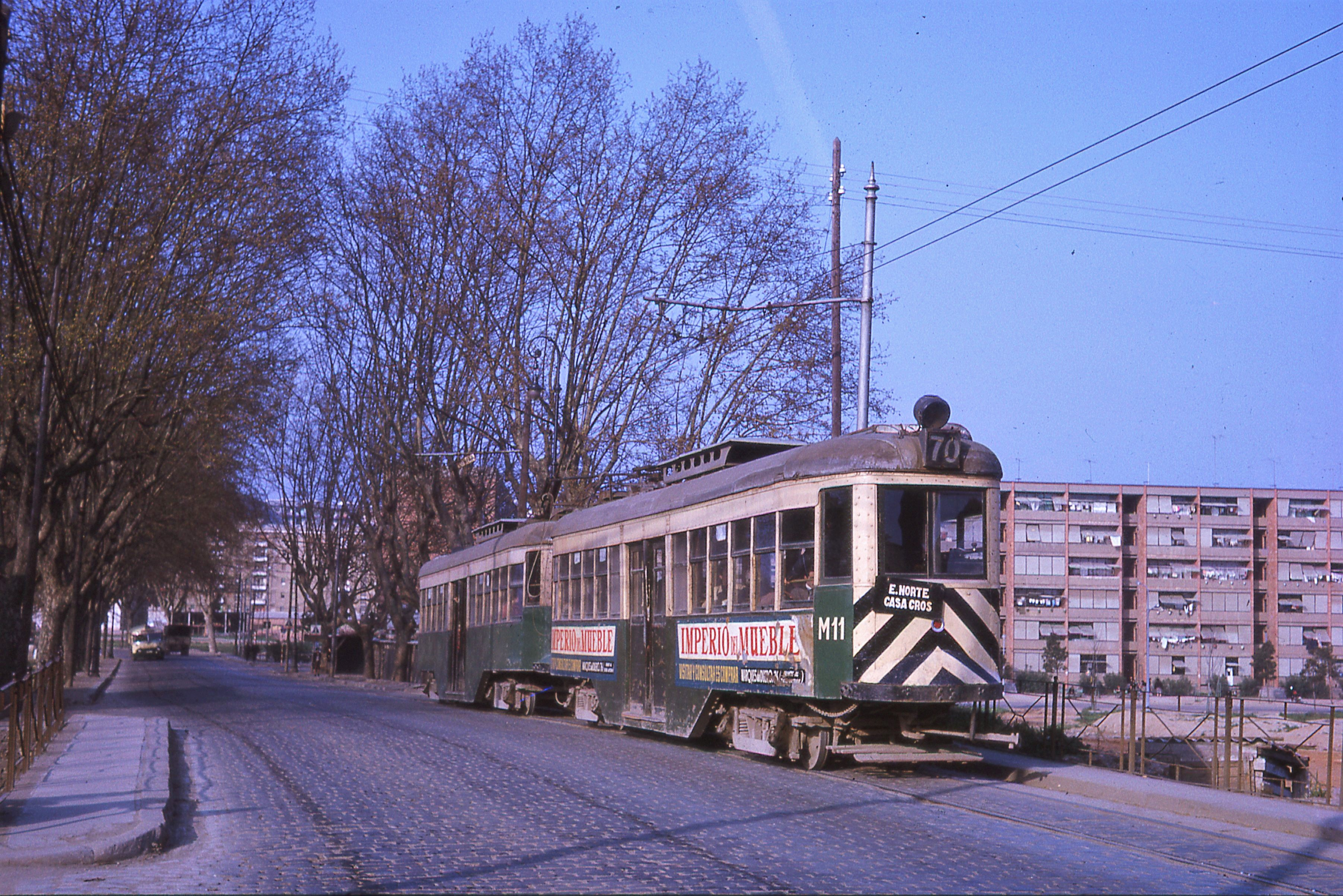
La composició de tramvies M11+R11 d'Urbas al carrer Pere IV de Barcelona, cantonada amb Maresme, fent servei en la línia 70 al maig de 1964.

Urbas va disposar, almenys, de cinc vehicles de servei interior. Van ser dos camions (un Pegaso 2010 del 1962 i un Ebro del 1966); dues furgonetes (una Citroën del 1965 i una altra DKW F 1000 Imosa del 1966); i un automòbil (Seat 1430, de 1970).

### Els tramvies d'Urbanizaciones y Transportes
El servei en aquestes línies es feia bàsicament amb tramvies de bogis i plataforma central rebaixada de la sèrie 900, coneguts amb l'àlies de «Tancs». Entre els anys 1923 i 1926, Tramvies de Barcelona S.A. va adquirir 52 cotxes motors i 14 remolcs d'aquest tipus. Amb el temps, alguns van ser transformats a via ampla (28 cotxes motors, dels quals 14 es desmotoritzaren, formant 14 composicions M+R). Amb els que van quedar a la xarxa de via estreta, diversos cotxes motors i remolcs es van reformar entre els anys 1935 i 1946, acoblant-se permanentment en composicions M+R, formant 14 trens rematriculats com M1-R1 a M14-R14. Van quedar altres quatre cotxes motors i quatre remolcs independents, que van mantenir els seus números a la sèrie 900. Les composicions M+R van circular principalment a les línies 70 i 71, mentre que els cotxes motors independents ho van fer a les línies 42 i 44.

#### Altres tramvies[calcitació]
A més, els primers anys de l'operació per part d'Urbas encara circulava algun tramvia de les antigues sèries 400, especialment a la línia 44. Posteriorment van ser relegats com a vehicles de servei interior. Aquests vehicles, d'eixos i bogies, procedien de les antigues sèries fabricades per a les línies de via estreta. Se sap que, almenys, van passar a Urbas els tramvies 426, 446 i 455.
| Tipus             | Sèrie       | Quantitat | Model                          | Anys posada en servei | Anys de baixa del servei | Procedeix de                                              | Observacions |
| ----------------- | ----------- | --------- | ------------------------------ | --------------------- | ------------------------ | --------------------------------------------------------- | --- |
| Autobús           | 35-59       | 24        | Chausson APH 53                | 1955                  | 1971-1977                | Transportes Suburbanos de Barcelona, números 35-59        | Vuit autobusos venuts a TUSA de Badalona el 1970 (números 39, 42, 45, 50, 52, 55, 56 i 58), on van formar la sèrie 32-39. Quatre traspassats a la flota de TB el 1976 (números 37, 41, 54 i 59). El 59, preservat i restaurat |
| Autobús           | 70, 71 i 73 | 3         | Henschel                       | 1934                  | ?                        | Autobuses Roca, números 70, 71 i 73                       | |
| Autobús           | 74          | 1         | Henschel                       | 1939                  | ?                        | Autobuses Roca, número 74. Anteriorment de la Sanjustenca | |
| Autobús           | 75          | 1         | Henschel                       | 1933                  | ?                        | Autobuses Roca, número 75. Anteriorment de La Sanjustenca | |
| Autobús           | 76-78       | 3         | Henschel                       | 1935                  | ?                        | Autobuses Roca, números 76-78. Anteriorment d'AUSA        | |
| Autobús           | 80          | 1         | Henschel                       | 1935                  | ?                        | Autobuses Roca, número 80. Anteriorment de La Sanjustenca | |
| Autobús           | 80-94       | 1         | Pegaso Z-410 (Chausson AP 522) | 1957-1958             | 1975-1976                |                                                           | Nou autobusos traspassats a la flota de TB el 1976 (números 80, 81, 82, 84, 88, 90, 91, 92 i 94) |
| Autobús           | 111-113     | 3         | Aclo Regent III/Maquitrans     | 1951                  | ?                        | Transportes Suburbanos de Barcelona, números 111-113      | |
| Autobús           | 115-124     | 10        | Pegaso 5020/Seida              | 1960                  | 1976-1978                |                                                           | Sis autobusos traspassats a la flota de TB el 1976 (números 115 i 120 a 124) |
| Autobús           | 125-135     | 11        | Pegaso 5020/Seida              | 1961-1963             | 1976-1978                |                                                           | Deu autobusos traspassats a la flota de TB el 1976 (mateixos números, excepte el 126) |
| Autobús           | 136-140     | 5         | Pegàs 5020 A/Seida             | 1963                  | 1977-1978                |                                                           | Traspassats a la flota de TB el 1976 (mateixos números) |
| Autobús           | 141-148     | 8         | Pegaso 5020/Seida              | 1963-1964             | 1977-1979?               |                                                           | Traspassats a la flota de TB el 1976 (mateixos números) |
| Autobús           | 149-150     | 2         | Pegaso 5020/Hugás              | 1963                  | 1976-1979?               |                                                           | Traspassats a la flota de TB el 1976 (mateixos números) |
| Autobús           | 151-155     | 5         | Pegaso 5020 A/Seida            | 1964                  | 1976-1977                |                                                           | Traspassats a la flota de TB el 1976 (mateixos números) |
| Autobús           | 156-164     | 9         | Pegaso 5020/Seida              | 1964                  | 1976-1979?               |                                                           | Traspassats a la flota de TB el 1976 (mateixos números) |
| Autobús           | 165-169     | 5         | Pegaso 5020/Hugás              | 1964                  | 1975-1979?               |                                                           | Quatre autobusos traspassats a la flota de TB el 1976 (mateixos números, excepte el 167) |
| Autobús           | 191-192     | 2         | Pegaso 5062 Comet/Hugás        | 1965-1966             | ?                        |                                                           | El 191 va passar a TB amb el mateix número, i el 192 va ser venut a TUSA de Badalona (número 31) |
| Autobús           | 193         | 1         | SAVA BMC                       | 1965                  | ?                        |                                                           | Venut a TUSA de Badalona (número 30) |
| Autobús           | 201-208     | 8         | Pegaso 6035-4/Hugás            | 1965-1966             | 1980-1984                |                                                           | Set autobusos traspassats a la flota de TB el 1976 (mateixos números, excepte el 202) |
| Autobús           | 209-220     | 12        | Pegaso 6035-4/Hugás            | 1966                  | 1981-1986                |                                                           | Traspassats a la flota de TB el 1976 (mateixos números) |
| Autobús           | 221-232     | 12        | Pegaso 6035-4/Hugás            | 1969-1970             | 1981-1983                |                                                           | Traspassats a la flota de TB el 1976 (mateixos números) |
| Autobús           | 251-258     | 8         | Pegaso 6035-5/Hugás            | 1971                  | 1981-1983                |                                                           | Traspassats a la flota de TB el 1976 (mateixos números) |
| Autobús articulat | 300         | 1         | Pegaso 6035-A/Hugás            | 1966                  | 1982                     |                                                           | Originalment número 250. Traspassat a la flota de TB el 1976 (mateix número) |
| Autobús articulat | 301-324     | 24        | Pegaso 6035-A/Hugás            | 1967-1969             | 1981-1992                |                                                           | Traspassats a la flota de TB el 1976 (mateixos números) |
| Tramvia           | M1-M14      | 14        | Tancs                          | 1923-1925             | Aprox. 1960-1965         | Tramvies de Barcelona                                     | Cotxes motors reconstruïts entre 1935 i 1946 a partir d'antics cotxes motors sèrie 900-950, formant composició amb els remolcs R1-R14                                                                                         |
| Tramvia           | R1-R14      | 14        | Tancs                          | 1926                  | 1965                     | Tramvies de Barcelona                                     | Remolcs reconstruïts entre 1935 i 1946 a partir d'antics remolcs sèrie 1716-1729, formant composició amb els motors M1-M14 |
| Tramvia           | 900         | 4         | Tancs                          | 1923-1925             | Aprox. 1960-1965         | Tramvies de Barcelona                                     | Cotxes motors números 900, 921, 940 i 946 |
| Tramvia           | 900         | 4         | Tancs                          | 1923-1926             | Aprox. 1960-1965         | Tramvies de Barcelona                                     | Cotxes remolcs números 904, 929, 943 (aquests tres, ex cotxes motors) i 1719 |

### Autobusos de Transportes Urbas S.A.
Després de la venda de l'activitat d'autobusos d'Urbanizaciones y Transportes S.A. a TB, mitjançant la constitució de l'empresa Transportes Urbas S.A., aquesta va heretar tots els autobusos d'aquella. A més, per fer front a la substitució dels autobusos més antics, així com a l'increment de les freqüències a les línies suburbanes, TB va traspassar una gran quantitat d'autobusos a Transportes Urbas S.A. Alguns només van ser cedits o prestats, però d'altres es va traspassar fins i tot la propietat.
El 1973 TB va cedir a Transportes Urbas set autobusos Chausson de TB de la sèrie 800 (números 805, 811, 813, 816, 820, 822 i 824), que van ser retornats al final del 1974. Al maig de 1973 van seguir altres cinc autobusos de la mateixa sèrie (835, 856, 863, 864 i 866). Més endavant, entre 1974 i 1975, van ser cedits 25 Pegaso 5020/Seida de la sèrie 1000 (números 1100, 1145 i 1150 a 1172).
Després d'aquests 37 autobusos de sèries antigues, TB va decidir incorporar a les línies suburbanes fins a 88 autobusos de nova fabricació, d'entre els que estava incorporant a la seva flota en aquell moment. Entre 1964 i 1979, Transports de Barcelona va realitzar massives adquisicions d'autobusos Pegaso 6035, tant rígids (814 autobusos) com articulats (164 autobusos). Bé fossin cedits, bé en propietat, TB va assignar a Transportes Urbas els següents autobusos en el moment en què van ser lliurats pels fabricants:
- Rígids amb números TB 2554 al 2568 (15 cotxes), fabricats el 1974.
- Rígids amb números TB 2654 al 2674 (21 cotxes), fabricats el 1975.
- Rígids amb números TB 2700 al 2719 (20 cotxes), fabricats el 1976.
- Rígids amb números TB 2740 al 2749 (10 cotxes), fabricats el 1976.
- Articulats amb números TB 3201 al 3221 i 3223 (22 cotxes), fabricats el 1975.[cal citació]

És difícil concretar quins de tots aquests autobusos de sèries antigues o modernes van ser assignats en propietat, o quins van ser tan sols cedits. Però se sap que, almenys, van ser propietat de Transportes Urbas S.A. els números 2554 a 2568, 3201 a 3208, 3215 a 3221 i 3223.

## Cotxeres[calcitació]
Al llarg de la seva existència, Urbas va utilitzar cinc cotxeres per a l'aparcament i manteniment dels seus vehicles:
- Les de «Sant Martí», situades al carrer Pere IV de Barcelona. Van ser les cotxeres de les línies de tramvies. Després de la clausura de les mateixes, durant un temps van allotjar diversos tramvies, algun dels quals formen part actualment del material preservat per la Fundació TMB. Posteriorment va ser utilitzada com a cotxera d'autobusos per TCC, i després per TMB.
- La primera instal·lació pels autobusos va estar al carrer Castillejos de Barcelona, entre Provença i Mallorca, que no era més que el garatge de l'antiga empresa Autobuses Roca. Va ser enderrocada fa molts anys.
- La segona instal·lació per als autobusos va estar al carrer Provença de Barcelona, entre Dos de Maig i Cartagena, molt a prop de l'anterior. També va ser enderrocada fa anys.
- La tercera cotxera per autobusos va ser la denominada «Puigcerdà», també al carrer Pere IV en la confluència amb el carrer Puigcerdà. Es va enderrocar fa temps.
- L'última instal·lació per autobusos va ser la cotxera de «Ponent», situada a la Gran Via de l'Hospitalet de Llobregat. Actualment existeixen com a tal, sent propietat de TMB.